# Campionati europei di ginnastica artistica femminile 2014 - Volteggio (Juniores)

## Podio
| Oro           | Argento     | Bronzo      |
| Elissa Downie | Laura Jurcă | Amy Tinkler |

## Qualificazione
|    | Ginnasta             | Nazione       | Punteggio |
| -- | -------------------- | ------------- | --------- |
| 1  | Elissa Downie        | Gran Bretagna | 14,516    |
| 2  | Seda Tutchaljan      | Russia        | 14,433    |
| 3  | Laura Jurcă          | Romania       | 14,333    |
| 4  | Amy Tinkler          | Gran Bretagna | 14,283    |
| 5  | Angelina Mel'nikova  | Russia        | 14,133    |
| 6  | Sofia Busato         | Italia        | 14,016    |
| 7  | Desiree Carofiglio   | Italia        | 13,883    |
| 8  | Isa Maassen          | Paesi Bassi   | 13,866    |
| R1 | Tabea Alt            | Germania      | 13,666    |
| R2 | Anastasiia Tkachenko | Ucraina       | 13,620    |
| R3 | Maike Enderle        | Germania      | 13,616    |

## Risultati
| Pos. | Ginnasta           | Naz.                     | Salto 1 | Salto 2 | Media  |
| ---- | ------------------ | ------------------------ | ------- | ------- | ------ |
| 1    | Elissa Downie      | Gran Bretagna (bandiera) | 14,933  | 14,333  | 14,633 |
| 2    | Laura Jurcă        | Romania (bandiera)       | 14,733  | 14,000  | 14,383 |
| 3    | Amy Tinkler        | Gran Bretagna (bandiera) | 14,733  | 13,966  | 14,349 |
| 4    | Seda Tutkhalyan    | Russia (bandiera)        | 14,700  | 14,166  | 14,266 |
| 5    | Sofia Busato       | Italia (bandiera)        | 14,366  | 14,133  | 14,249 |
| 6    | Angelina Melnikova | Russia (bandiera)        | 13,900  | 14,500  | 14,200 |
| 7    | Desiree Carofiglio | Italia (bandiera)        | 14,266  | 13,941  | 14,103 |
| 8    | Isa Maaassen       | Paesi Bassi (bandiera)   | 12,700  | 13,166  | 12,933 |